# Públio Popílio Lenas
Públio Popílio Lenas (em latim: Publius Popillius Laenas) foi um político da gente Popília da República Romana eleito cônsul em 132 a.C. com Públio Rupílio.  Era filho de Caio Popílio Lenas, cônsul em 172 e 158 a.C.., e pai de um Caio Popílio Lenas, legado na Gália em 107 a.C. e que se exilou em Nucéria a partir de 106 a.C..

## Consulado (132 a.C.)
Em 132 a.C., Popílio foi eleito com Públio Rupílio e, durante o mandato dos dois ocorreu a perseguição aos populares por causa das duras medidas advogadas por Popílio como líder de uma comissão especial nomeada para lutar contra os cúmplices do tribuno Tibério Graco, assassinado no ano anterior.
Em 123 a.C., Caio Graco aprovou uma lei que proibia uma nova comissão do gênero e que afirmava, em conformidade com as antigas leis de apelação, um magistrado que pronunciasse uma sentença de morte contra um outro cidadão romano sem o consentimento do povo deveria ser acusado de alta traição. Não se sabe se esta lei continha uma cláusula retroativa contra Popílio Lenas, mas sabe-se que ele deixou Roma e que, contra ele, foi pronunciada uma sentença de banimento da Itália. Depois da restauração do patriciato e da morte de Caio Graco, as provisões contra ele foram repelidas e ele foi convidado de volta para casa.
Ao seu consulado Theodor Mommsen atribuiu a construção da Via Popília, que liga Régio de Calábria até Cápua.